# Il giorno più bello del mondo
Il giorno più bello del mondo è un film del 2019 co-scritto, diretto, co-ideato e interpretato da Alessandro Siani.

## Trama
Arturo Meraviglia è l'impresario di un piccolo teatro che ha ereditato dal padre e può contare solo sul comico Gianni Pochi Pochi, non particolarmente talentuoso, e sulla sua assistente, Kaori. Ormai al limite del fallimento, Arturo riceve un'eredità da uno zio lontano e si illude di poter finalmente risolvere i propri problemi finanziari e saldare tutti i debiti. Tuttavia, scopre che l'eredità non è denaro, bensì due bambini, Gioele e Rebecca.
Sconfortato, Arturo accoglie i due nipotini nel suo appartamento a Napoli e, dopo un periodo di convivenza molto complicato, scopre che Gioele è dotato di straordinarie capacità magiche, in particolare il potere della telecinesi. Questa rivelazione potrebbe quindi salvare il teatro dal fallimento imminente. Il talento del piccolo illusionista non sfugge, però, a un gruppo di scienziati intenzionati a scoprire i segreti di queste straordinarie abilità e a sfruttarle per il proprio tornaconto.
Con l'aiuto di un gruppo di amici eccentrici e un po' imbranati, di Kaori, che si rivela abile nelle arti marziali, e di Flavia, una ricercatrice che, una volta scoperto l'inganno, si unisce a lui, Arturo si impegna con tutte le forze a proteggere Gioele, a riorganizzare il suo teatro, a costruire una relazione con Flavia e a vivere così il giorno più bello del mondo.

## Distribuzione
Il film è uscito nelle sale cinematografiche italiane il 31 ottobre 2019, mentre in Spagna il 25 giugno 2021 con il titolo ¿Dónde está el truco?. La pellicola è nota in tutto il mondo con il titolo inglese The Most Beautiful Day in the World.

## Accoglienza

### Incassi
Il film ha debuttato con un incasso di 2,9 milioni di euro nel primo fine settimana e ha superato i 6,3 milioni di euro dopo quattro settimane di programmazione.
In tutto il mondo, ha incassato oltre 7 milioni di euro.

### Critica
Paolo Mereghetti ha assegnato al film un voto pari a 3 definendola «una storia esile e infantile» che «fa acqua da tutte le parti».
Trasmesso in prima serata su Canale 5 il 6 gennaio 2023, ai dati Auditel il film ha divertito 1.686.000 spettatori con uno share del 10,4%, risultando secondo solo a Rai 1.